# Szarłaty
Szarłaty (dawniej Szarloty, niem. Charlotten) – część wsi Nibork w Polsce, położona w województwie warmińsko-mazurskim, w powiecie mrągowskim, w gminie Sorkwity. 
W latach 1975–1998 Szarłaty administracyjnie należały do województwa olsztyńskiego.
Szarłaty założone zostały około 1750 r. jako wieś szlachecka na sześciu włókach, należała do dóbr sorkwickich. W 1785 r. w folwarku szlacheckim było 6 domów, a w 1838 r. wieś szlachecka Szarłaty liczyła 8 domów i 55 mieszkańców. W latach 70. XX w. należała do sołectwa Nibork.